# Любимов, Михаил Петрович
Михаи́л Петро́вич Люби́мов (род. 27 мая 1934, Днепропетровск) — советский разведчик, полковник внешней разведки в отставке. Кандидат исторических наук. Публицист, писатель шпионского жанра. Отец журналиста Александра Любимова, в настоящее время возглавляющего телекомпанию «ВИD».  Владеет английским, шведским и датским языками.

## Биография
Родился 27 мая 1934 года в Днепропетровске в семье сотрудника ОГПУ Петра Фёдоровича Любимова (1900—1978, в 1944—1949 годах — начальник СМЕРШа Прикарпатского военного округа) и Людмилы Вениаминовны Любимовой (1908—1946), дочери профессора медицины. Школу окончил в Куйбышеве с золотой медалью.
В 1958 году окончил Московский институт международных отношений (МГИМО), который, по его словам, «тогда был вполне демократичен». Карьеру дипломата начал секретарем консульского отдела посольства СССР в Хельсинки.

### Служба в разведке
С 1959 года начал работу в разведке — в Первом главном управлении (ПГУ) КГБ СССР.
В 1961—1965 годах — сотрудник резидентуры ПГУ КГБ в Лондоне, на должности второго секретаря посольства. Имитировал симпатизирующего Западу дипломата, был завсегдатаем лондонских салонов и светских раутов, где часто появлялся с красавицей-женой (актрисой), поддерживал близкие отношения с влиятельными политиками и крупными культурными и общественными деятелями. Среди лондонских друзей получил прозвище «Улыбающийся Майк». В 1965 году был выслан из Англии как персона нон грата.

Он был необычайно обаятелен, носил полосатый костюм, пошитый на Сэвил-роу, а иногда — итонский галстук. На самом деле этот дружески настроенный русский являлся одним из талантливых и целеустремленных молодых сотрудников КГБ, и в дальнейшем возглавил весь антибританский шпионаж на Лубянке.
— из газеты Daily Express
В 1967—1969 годах Михаил Любимов — в Дании в качестве заместителя резидента и первого секретаря посольства.
В 1974 году назначен заместителем начальника третьего (англо-скандинавского) отдела ПГУ КГБ. Возглавлял организацию работы против Великобритании.
Затем с 1976 года снова работал в Дании (как советник посольства).
Вернулся на родину в 1980 году и возглавил отдел в Центральном аппарате КГБ. Вскоре вышел в отставку и занялся литературной и журналистской деятельностью.

### Литературная деятельность
В 1980-х годах две пьесы Михаила Любимова были поставлены в театрах СССР.
С 1987 года Любимов сотрудничает с газетой «Совершенно секретно» и журналом «Детектив и политика» Юлиана Семёнова. Как публицист выступает в поддержку перестройки в журнале «Огонёк», еженедельнике «Московские новости», в ряде других изданий.
Широкую известность Михаилу Любимову принесла публикация романа «Жизнь и приключения Алекса Уилки, шпиона» («И ад следовал за ним») в «Огоньке» (1990). Это было одно из первых произведений в советской печати, рассказывающих о жизни советских нелегалов за рубежом.
Итог событий августа 1991 года и курс реформ, провозглашённый Борисом Ельциным, Михаил Любимов не принял, что также нашло отражение в его публикациях.
В 1995 году Михаил Любимов опубликовал мемуарный, исповедальный роман «Записки непутевого резидента, или Блуждающий огонек». Статья-мистификация [lib.ru/POLITOLOG/lubimow.txt «Операция „Голгофа“»], опубликованная в том же году в газете «Совершенно секретно», стала причиной громкого скандала. В ней от имени бывшего чекиста рассказывалось о плане перестройки под кодовым названием «Голгофа». План состоял в том, чтобы ввергнуть страну в хаос «дикого капитализма», доказав народу неоспоримые преимущества социалистического устройства, а затем, используя негодование масс, вернуться к прежнему строю. Этот текст многими был воспринят как признание информированного сотрудника КГБ, дело дошло даже до запроса со стороны депутатов Госдумы в адрес спецслужб.
В 1996 году Михаил Любимов написал сборник новелл «Шпионы, которых я люблю и ненавижу» и главу в сборнике «Путеводитель КГБ по городам мира».
В 1998 году был опубликован сатирический роман «Декамерон шпионов», разошедшийся большим тиражом.
В 2001 году появилась книга, в которой Любимов немного отошёл от излюбленной темы — «Гуляния с Чеширским котом». Она посвящена исследованию души и нравов англичан, автор сравнивает британцев и русских.
В 2010 году книга была переиздана. Можно предположить, что данная книга основывается на ранее подготовленной кандидатской диссертации М. Любимова «Особые черты британского национального характера и их использование в оперативной работе», упоминаемой Олегом Гордиевским в своей книге «KGB» (стр. 791), что также цитируется бывшим сотрудником ГРУ в ГДР Юрием Пушкиным («ГРУ в Германии. Деятельность советской военной разведки до и во время объединения Германии»).
В 2012 году Любимов выпустил продолжение истории про шпиона Алекса Уилки. Новая книга называется «Выстрел», это вторая книга «И ад следовал за ним». Как пишет РБК, в книге «И ад следовал за ним» подавляющее большинство эпизодов автобиографично, а главный антигерой — «крыса» внутри русской разведки — до мельчайших черт списан с советского перебежчика Олега Гордиевского, который долгие годы, будучи заместителем М. Любимова, работал на английскую разведку.
Многие произведения Михаила Любимова переведены на иностранные языки (болгарский, сербский, английский, немецкий, чешский и др.).
Михаил Любимов стал первым и единственным советским разведчиком, которому довелось съездить в гости к писателю, автору шпионских романов Джону Ле Карре.

## Семья
В настоящее время состоит в третьем браке. Супруга — Татьяна Сергеевна Любимова (род. 09.07.1941)
Сын — Александр Любимов (1962), известный журналист и телеведущий.
Внуки: Екатерина, Кирилл, Олег, Константин.